# Pterostylis oliveri
Pterostylis oliveri là một loài thực vật có hoa trong họ Lan. Loài này được Petrie miêu tả khoa học đầu tiên năm 1893.